# William Rhoads
Pour les articles homonymes, voir Rhoads.
William « Will » Rhoads est un sauteur à ski américain, né le 8 juin 1995 à Concord.

## Biographie
Il est pensionnaire du club de Park City. Participant à des compétitions FIS depuis l'été 2010, il prend part à quatre éditions des Championnats du monde junior entre 2012 et 2015.
Il effectue ses premiers sauts dans la Coupe du monde en fin d'année 2014 à Klingenthal. Quelques semaines plus tard, il est notamment deuxième de l'épreuve de Coupe continentale à Sapporo, pour son premier podium dans la compétition.
Il participe à ses premiers championnats du monde en 2015, où il est disqualifié sur le petit tremplin et termine septième par équipes. Il revient aux Championnats du monde deux ans plus tard à Lahti, pour se classer 39e au grand tremplin notamment. En 2015 et 2016, il remporte un total de trois titres de champion des États-Unis.
En fin d'année 2017, il enregistre ses premiers points pour la Coupe du monde, grâce à une 21e place à Nijni Taguil.
En 2018, il est sélectionné pour ses premiers jeux olympiques à Pyeongchang, se classant 46e au petit tremplin, puis 51e au grand tremplin et 9e par équipes. Il prend sa retraite sportive à l'issue de cette saison.

## Palmarès

### Jeux olympiques
| Épreuve / Édition | Pyeongchang 2018 |
| Petit tremplin    | 46e              |
| Grand tremplin    | 51e              |
| Par équipes       | 9e               |

### Championnats du monde
| Épreuve / Édition | Épreuve / Édition      | Falun 2015  | Lahti 2017 |
| Petit tremplin    | Petit tremplin         | Disqualifié |            |
| Grand tremplin    | Grand tremplin         |             | 39e        |
| Par équipes       | Petit tremplin (mixte) | 7e          |            |
| Par équipes       | Grand tremplin         |             | 11e        |

### Coupe du monde
- Meilleur classement général : 57e en 2018.
- Meilleur résultat individuel : 21e.

#### Classements en Coupe du monde
| Année     | Classement général final |
| 2017-2018 | 57e                      |

### Coupe continentale
- 1 podium.